# Bart Star
«Bart Star» (с англ. — «Барт — звезда») — шестой эпизод девятого сезона мультсериала «Симпсоны». Впервые вышел в эфир 9 ноября 1997 года. Сценарий был написан Доником Кэрри, а режиссёром серии стал Доминик Полчино.

## Сюжет
В Спрингфилде прошла ярмарка здоровья. Результаты оказались довольно невпечатлительными — все дети города оказываются с лишним весом (а Барт, пытаясь выполнить приседание, порвал штаны, и его показали в новостях). Родители решают занять детей спортом, а именно — американским футболом. Тренером новой команды становится Нед Фландерс, Нельсона выбрали капитаном, Барта — защитником. Лиза тоже хотела поучаствовать как единственная девочка в команде, но узнав, что в команде уже есть четыре девочки, отказывается от этой затеи. Команда Спрингфилда «Дикие Кошки» раз за разом побеждает соперников, и в каждом матче главной звездой оказывается Нельсон, использующий свою грубую силу ради победы.
Гомер тем временем всячески подкалывает Фландерса на играх, постепенно доводя его до стресса. В итоге Фландерс предлагает Гомеру стать тренером вместо него. Гомер решает сделать своего сына звездой в команде, ведь его отец Абрахам никогда не верил в то, что у Гомера может хоть что-то получиться. Гомер исключает из команды многих игроков и ставит Барта на место Нельсона, то есть полузащитника. Но Барт не справляется со своей задачей, и следующий матч команда Спрингфилда проигрывает со счетом 59:0. Игроки ненавидят Барта, а Гомер — наоборот, считает, что всё в порядке. Барт пытается тренироваться, к нему даже приходит Джо Нэмес (но толком он не успевает ничего объяснить, так как его жена довольно быстро починила машину, из-за которой он и остановился). Барт пытается обмануть отца, придя на матч на костылях, но Гомер решает попросту отменить матч, так как считает, что без Барта играть нельзя.
Тогда Барт сам уходит со стадиона, сказав отцу, что не хочет быть капитаном и подводить команду. Без Барта Гомеру становится очень одиноко, ведь у всех остальных игроков есть свои отцы (даже у Нельсона, отец которого в мультсериале появляется крайне редко). Гомер идет в магазин «На скорую руку» и там находит Барта. Он извиняется за своё чрезмерное внимание и предлагает сыну сыграть в финале просто защитником. Но на матч приезжает Шеф Виггам, который собирается арестовать Нельсона. Барт решает не подвести свою команду и заменяет Нельсона (но не на поле, а вместо него сев в машину Виггама). Спрингфилдцы побеждают благодаря игре Нельсона. Барт же за своё благородство пострадал — оказалось, Нельсона хотели арестовать за кражу и поджог, а отвечать за это теперь придется Барту. Но зато Барт не получит от игроков и Нельсона "смертельной кары", когда он еще был полузащитником и его пригрозили смертью, если он снова проиграет (Ральф Виггам сказал ему, что он отправится на тот свет).
В финальных титрах Гомер «исключает из команды» всех людей, указанных в титрах, кроме Джо Нэмеса.
На полуфинальном матче среди болельщиков присутствует Хэнк Хилл вместе с семьёй — женой Пегги, сыном Бобби и племянницей Луэнн Плэттер, а также с друзьями — Дейлом Грибблом, Биллом Дотеривом и Джеффом Бумхауэром — это отсылка на ещё один известный сатирический мультсериал, вышедший на канале Fox в 1997 году (что и этот эпизод) — «Царь горы» (Хэнка озвучивает именно Майк Джадж — создатель мультсериала).